# مئذنة كلبايكان
مئذنة كلبايكان، والمعروفة أيضًا ببرج كلبايكان، هي مئذنة تاريخية في مدينة كلبايكان في إيران. وهي واحدة من أعلى مآذن القرن الحادي عشر. تقع المئذنة في شارع الإمام الخميني، مقابل حديقة الفانوس. 